# Långa vågor i den kapitalistiska utvecklingen
Långa vågor i den kapitalistiska utvecklingen är en bok skriven 1978 av Ernest Mandel. Mandel tackar bland annat David M. Gordon, Dick Roberts Anwar Shaikh för deras kritiska anmärkningar i bokens förord.

## Synopsis
Boken behandlar empirisk data kring den dåtida kapitalismen genom konceptet av så kallade långa vågor, teknologiska revolutioner, respektive folkens inverkan, inflation och slutet för efterkrigstidens ekonomiska uppsving, respektive långa vågor som historiskt specifika perioder. Bland annat Bretton Woods, klasskampens inverkan och Kondratjevcykler tas upp i boken.